# Iléus paralytique
L'iléus paralytique est une hypomotricité intestinale d'origine fonctionnelle et peut aller jusqu'à un arrêt total du transit intestinal.

Les signes cliniques peuvent être les suivants :
- vomissements
- ralentissement de la fonction d'évacuation des selles et des gaz
- arrêt de la fonction d'évacuation des selles et des gaz
- douleurs abdominales
- haleine fécaloïde

Ce traumatisme peut être :
- mécanique, comme dans la plaie par impact ;
- chimique, comme dans la perforation d'ulcère digestif ;
- infectieux, comme dans la péritonite ;
- inflammatoire, comme dans la pancréatite ;
- métabolique, comme dans l'hypokaliémie ;
- médicamenteux, comme les opiacés[2].